# Musterschule (metrostation)
Musterschule is een metrostation van de U-Bahn in Frankfurt am Main aan de U-Bahn-lijn U5 gelegen in het stadsdeel Innenstadt.  

## Ligging
Het bovengrondse metrostation Musterschule is vernoemd naar de gymnasium Musterschule bij het station, en ligt nabij de school: op de Eckenheimer Landstraße, vlak bij de Mittelweg.